# 先進傳輸快取
先進傳輸快取（Advanced Transfer Cache，簡稱ATC），是英特爾（Intel）公司用於其Pentium III系列（及此以後）的處理器，其內部第二階快取記憶體（CPU缓存）在架構連接上的設計技術，首次使用此技術的Pentium III處理器其研發代號為"Coppermine（銅礦）"，在此之前的Pentium III處理器為"Katmai"（取名自一座美國阿拉斯加州的火山），運用此種技術可大幅提昇處理器與第二階快取記憶體間的資料存取傳輸效能。
用於"Coppemine"Pentium III處理器上的ATC技術有以下的特性：
- （第二階）快取記憶體的運作時脈頻率與處理器相同。
- 256位元（或稱：256位、256比特）的資料匯流排
- 強化第二階快取記憶體與處理器之間的傳輸緩衝性。
- 大幅降低第二階快取記憶體的傳輸延遲性（latency，愛玩線上遊戲者也俗稱此為：Lag）。
- 第二階快取記憶體採行8路（8-way）的連結（快取）設計。

## 附註
1. ^  - 英特爾公司的正體中文網站翻譯成高階傳送快取記憶體詳見此（页面存档备份，存于）。